# Thespesie

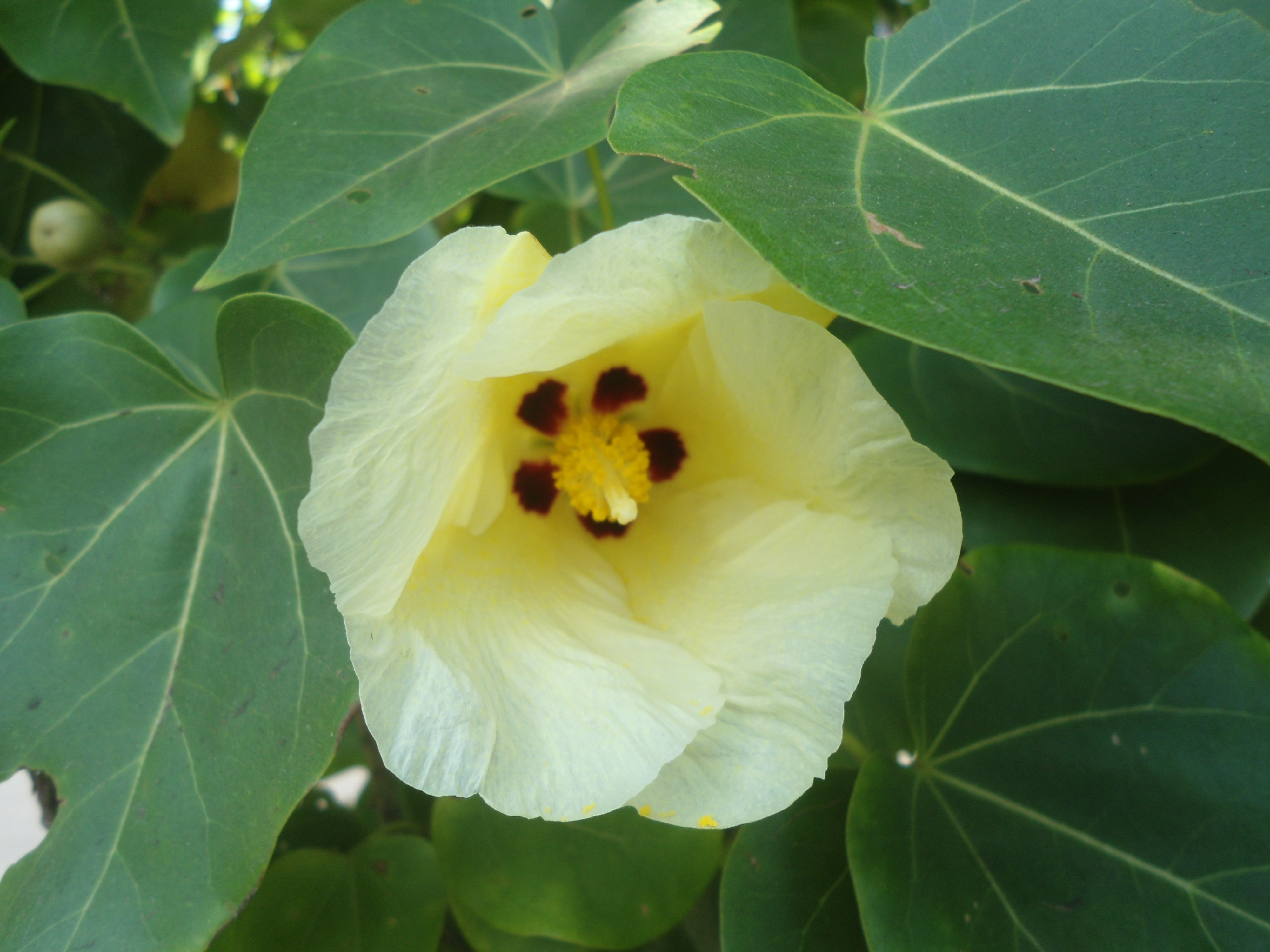
Květ thespesie topolovité

Thespesie (Thespesia) je rod rostlin z čeledi slézovité. Jsou to keře a stromy se střídavými listy s dlanitou žilnatinou a nápadnými květy podobnými květům ibišku, s nímž však tento rod není bezprostředně příbuzný. Plodem je pukavá nebo nepukavá tobolka. Rod zahrnuje 14 druhů a je rozšířen v tropické Africe, Asii, Austrálii, Tichomoří a Karibiku. Nejznámějším a nejčastěji pěstovaným druhem je thespesie topolovitá, běžně osídlující tropická pobřeží Starého a druhotně i Nového světa.
Thespesie mají poměrně různorodé lokální využití. Poskytují dřevo, barviva, potravu i krmivo a vysazují se jako stínící dřeviny. Některé druhy mají význam v domorodé medicíně.

## Popis
Thespesie jsou vysoké keře nebo stromy dorůstající výšky až 30 metrů. Rostliny bývají žláznatě tečkované, odění se skládá z hvězdovitých nebo šupinovitých chlupů.
Listy jsou řapíkaté, s vejčitou, trojúhelníkovitou až téměř okrouhlou, na bázi srdčitou až uťatou, celistvou nebo dlanitě laločnatou, celokrajnou čepelí s dlanitou žilnatinou. Palisty jsou kopinaté až šídlovité, opadavé.
Květy jsou velké a nápadné, oboupohlavné, vyrůstající jednotlivě v paždí listů,
Kalich je miskovitý, na vrcholu uťatý, celokrajný nebo opatřený 5 zoubky, které mohou být výjimečně šídlovitě prodloužené, většinou vytrvalý. Bývá podepřen 3 až 27 čárkovitými až kopinatými, opadavými nebo vytrvalými listeny kalíšku. Koruna je obvykle žlutá, řidčeji bílá nebo sytě růžová až červená, obvykle s tmavě červeným středem, zvonkovitá až široce rozevřená, pětičetná. Tyčinky jsou srostlé do sloupku.
Semeník je srostlý ze 3 až 5 plodolistů a se stejným počtem komůrek. Nese nedělenou čnělku zakončenou 3 až 5 sbíhavými bliznovými laloky.
Plodem je kulovitá, zploštěle kulovitá nebo obvejcovitá, dřevnatá, kožovitá nebo dužnatá, nepukavá nebo řidčeji pukavá tobolka obsahující poměrně velká, na povrchu lysá, pýřitá nebo vlnatá semena.

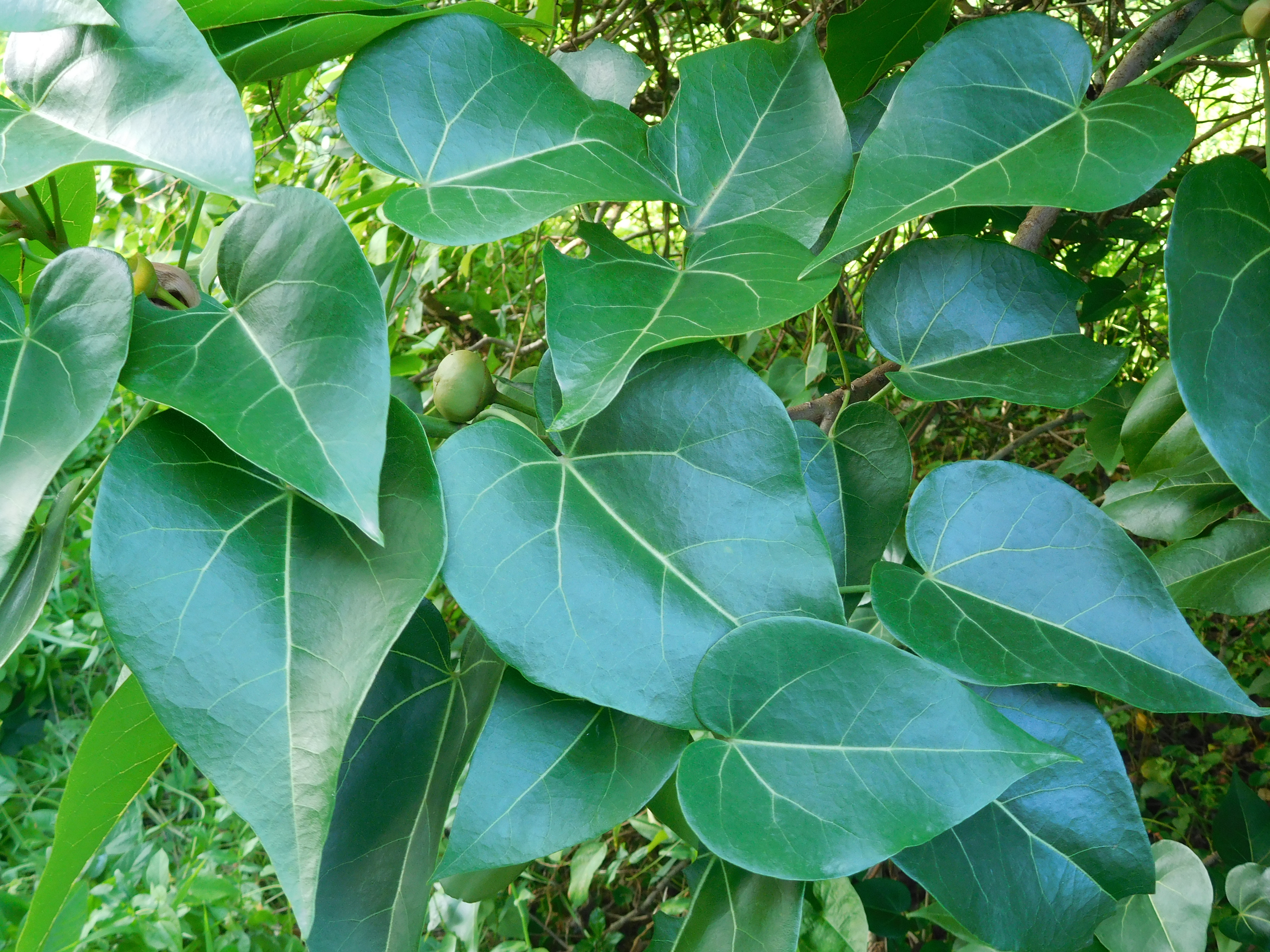
Olistění thespesie topolovité
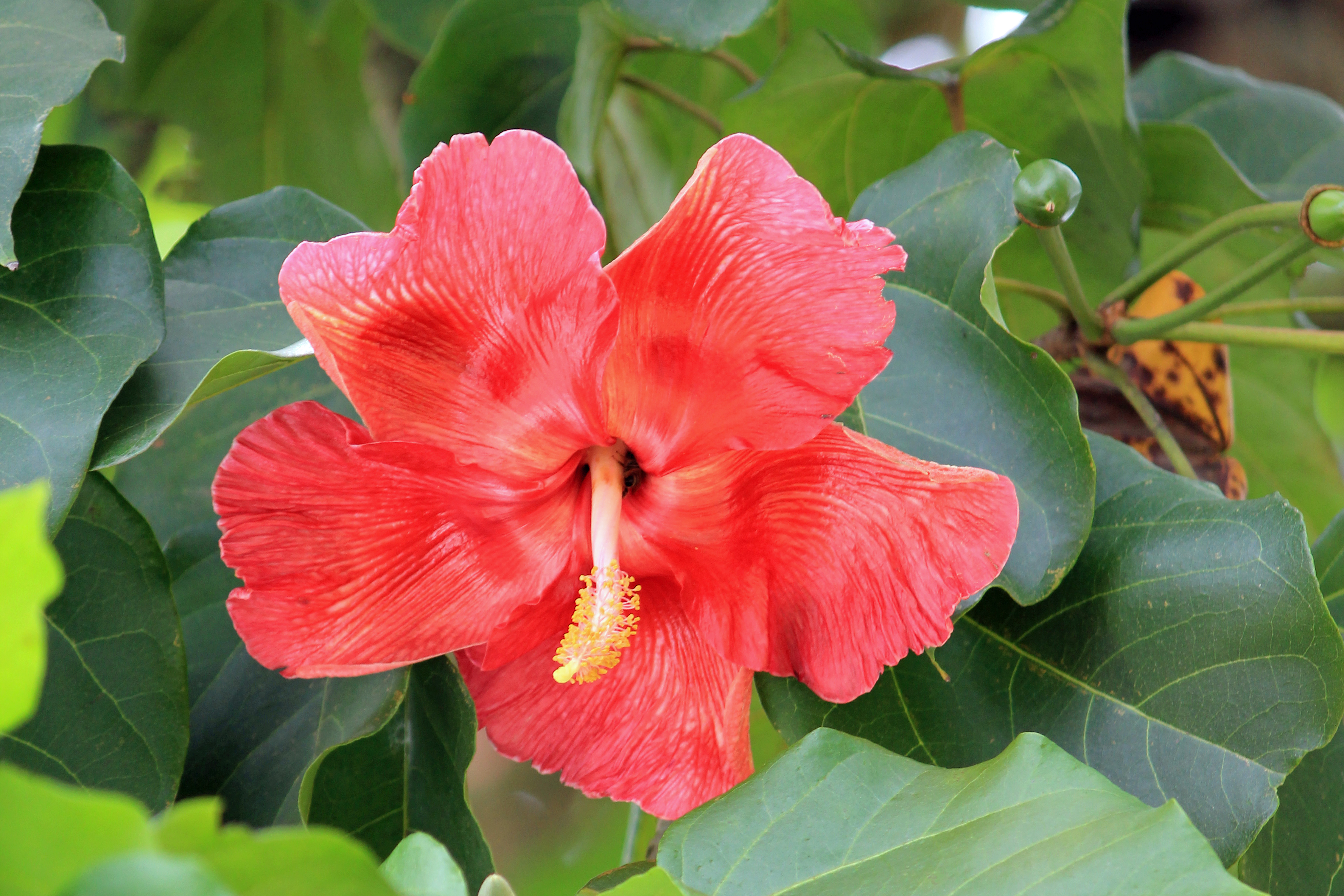
Květ Thespesia grandiflora
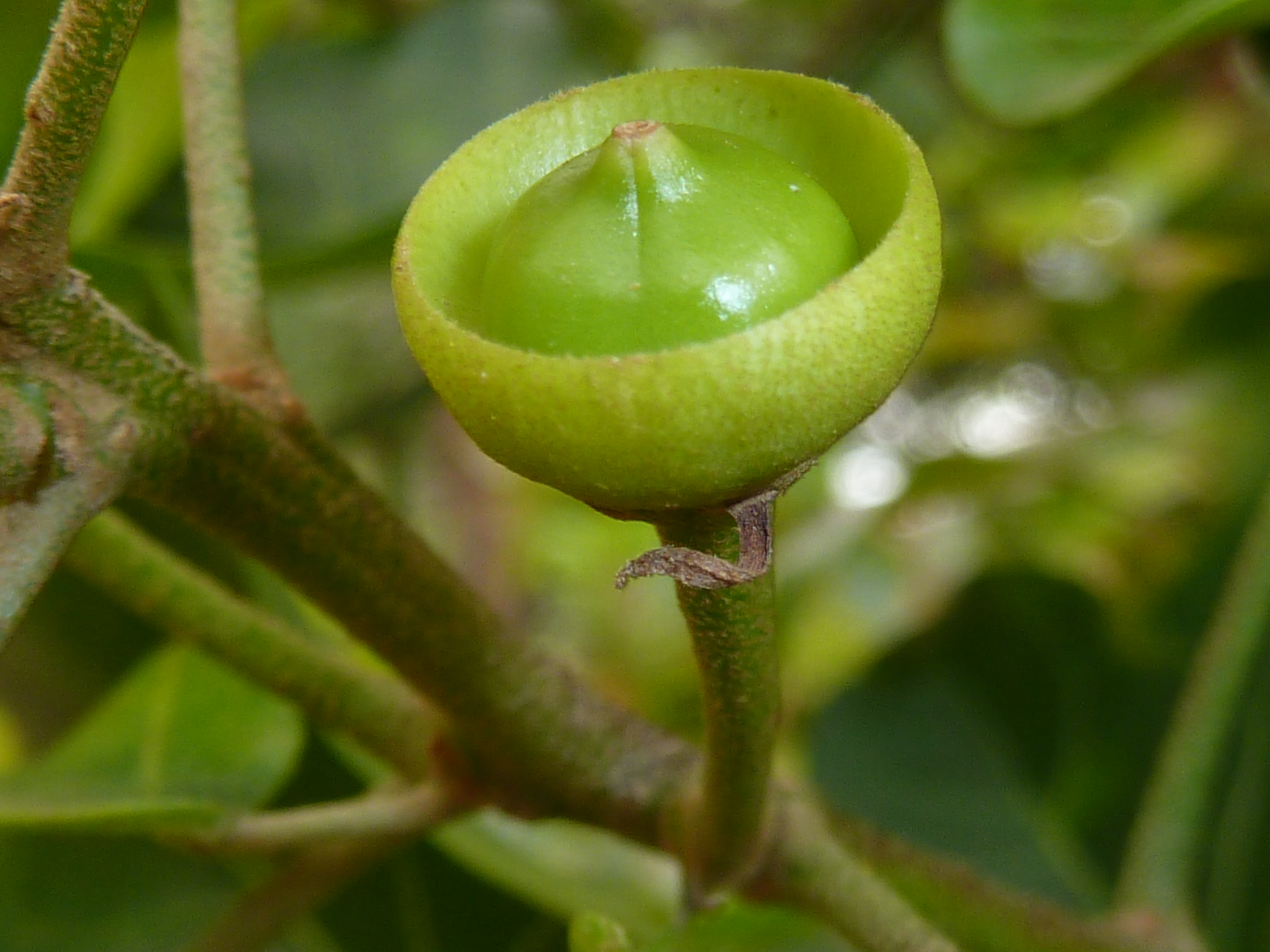
Nedozrálý plod Thespesia acutiloba s vytrvalým miskovitým kalichem

## Rozšíření
Rod thespesie zahrnuje 14 druhů. Původní areál zahrnuje Karibské ostrovy, subsaharskou Afriku, Madagaskar, Omán, tropickou Asii od Pákistánu přes Indický subkontinent, jižní Čínu, Indočínu a jihovýchodní Asii po Tichomoří a Austrálii.
Největší areál má thespesie topolovitá (Thespesia populnea), druh osídlující tropická pobřeží Starého světa od východní Afriky po Austrálii a druhotně i západní Afriky a Nového světa. Podobné rozšíření má v tropech Starého světa i příbuzný druh Thespesia populneoides. V subsaharské Africe je také široce rozšířen druh Thespesia garckeana. Z východní a jihovýchodní Afriky jsou mimo to uváděny další 3 druhy. Čtyři endemické druhy jsou uváděny z Nové Guineje, tři z Karibiku (Kuba, Dominikánská republika a Portoriko) a jeden z Madagaskaru.

## Ekologické interakce
Květy thespesie topolovité se otevírají pouze na jeden den. Opylují je zejména včely, sbírající pyl a nektar, kvůli nektaru je navštěvují i vosy, motýli a nektarožraví ptáci. Velké červené květy karibského druhu Thespesia grandiflora oplývají nektarem a navštěvují je kolibříci a včely.
Na rubu listů některých druhů jsou extraflorální nektária. Na bázi listů afrického druhu Thespesia acutiloba se nacházejí domatia obývaná symbiotickými roztoči.
Thespesie jsou v tropické Asii živnými rostlinami housenek babočkovitého motýla Neptis jumbah a otakárka Graphium codrus, v Africe se jimi živí housenky lišajů Likoma apicalis a Polyptychus baxteri.
Semena thespesie topolovité jsou šířena vodou. Nepukavé plody i semena tohoto druhu jsou adaptovány na dlouhý pobyt v mořské vodě a zachovávají si klíčivost i po roce plavání.
Na atolu Aldabra severně od Madagaskaru konzumuje plody a následně šíří semena tohoto druhu místní populace želvy obrovské.
Červené plody africké Thespesia acutiloba vyhledávají ptáci, zejména špaček rudokřídlý (Onychognathus morio), leskoptev černobřichá (Notopholia corusca) a zoborožec korunkatý (Lophoceros alboterminatus). Plody karibské Thespesia grandiflora vyhledávají vedle ptáků i netopýři.

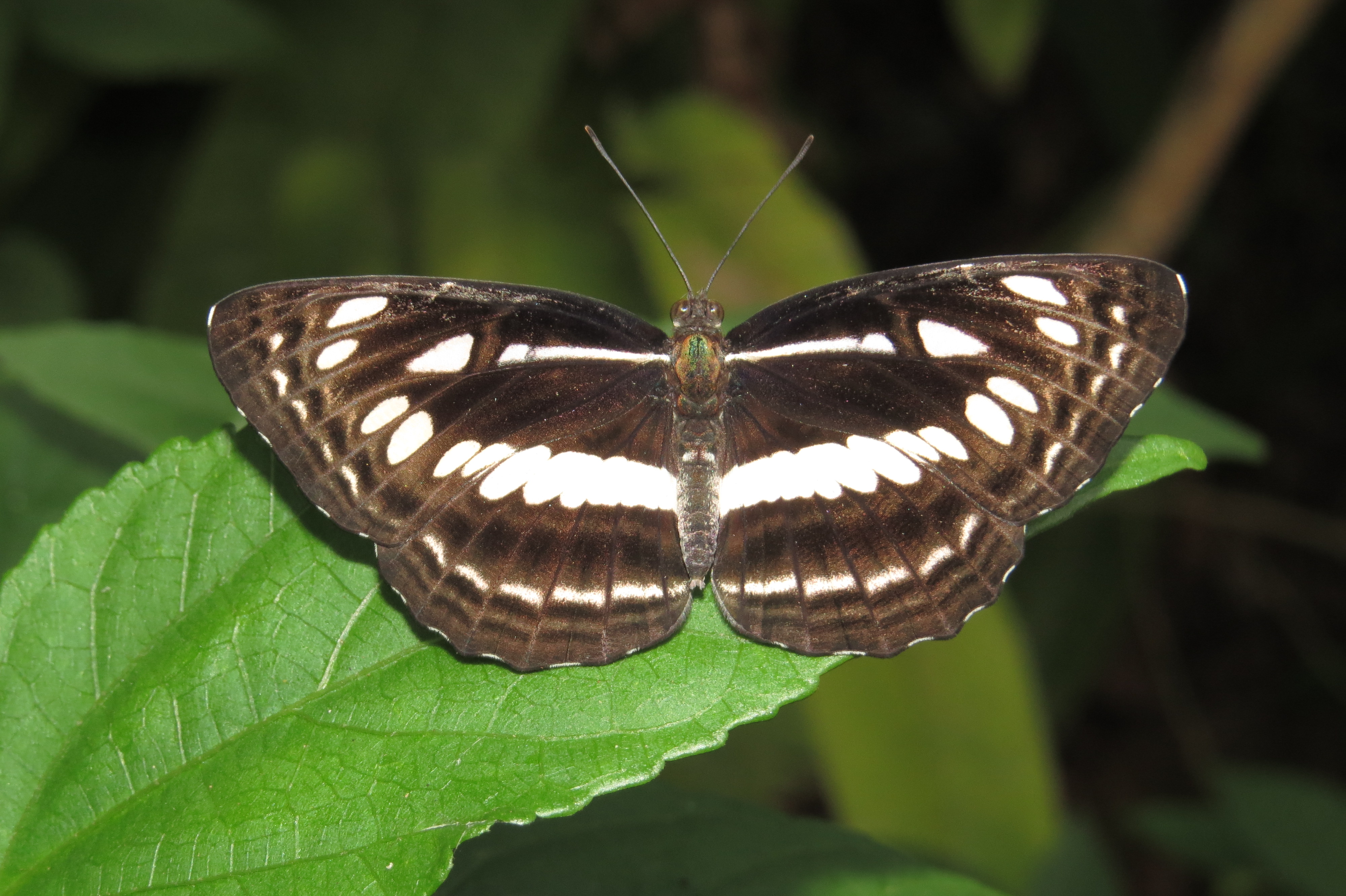
Babočka Neptis jumbah
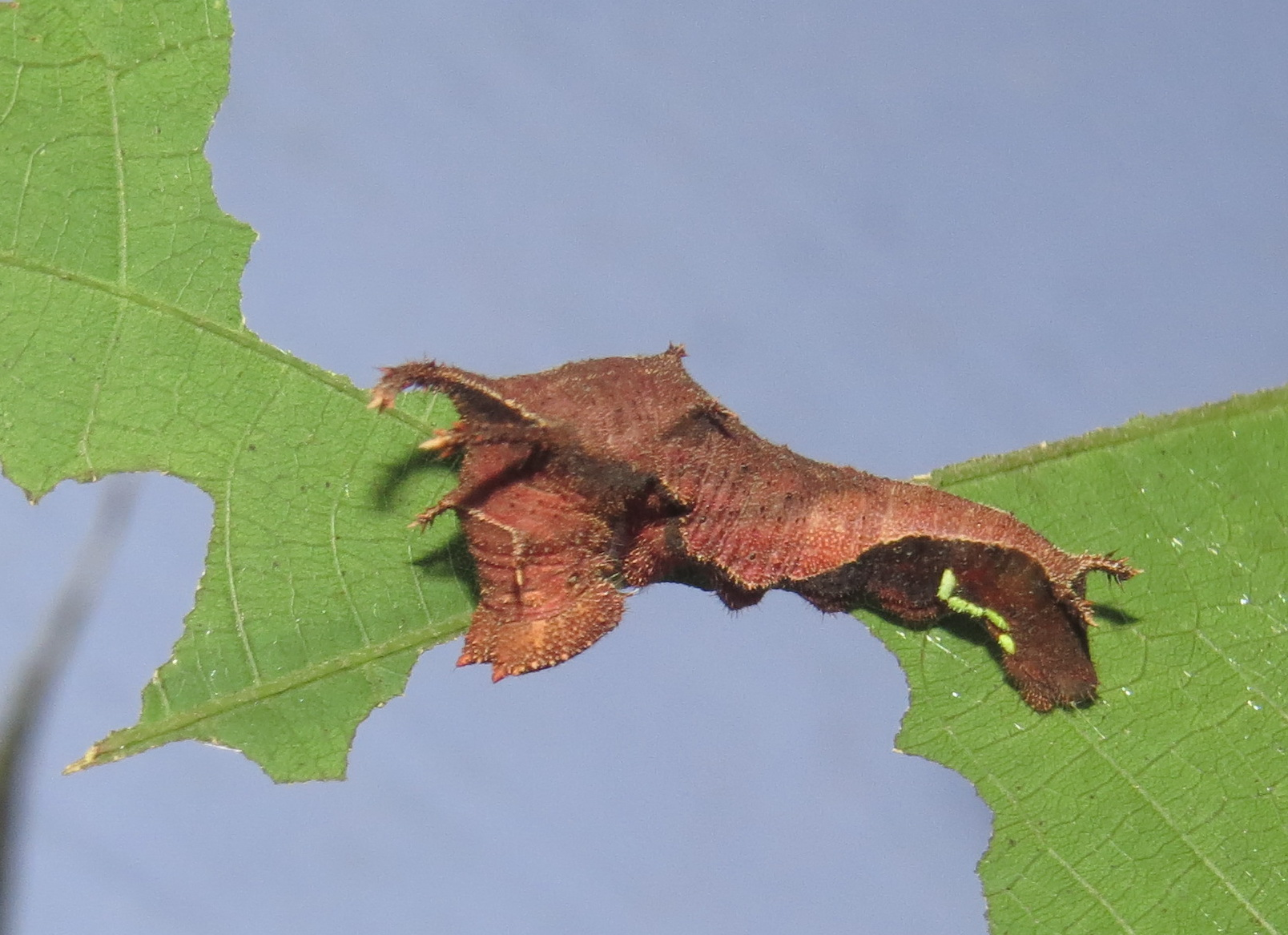
Bizarní housenka Neptis jumbah
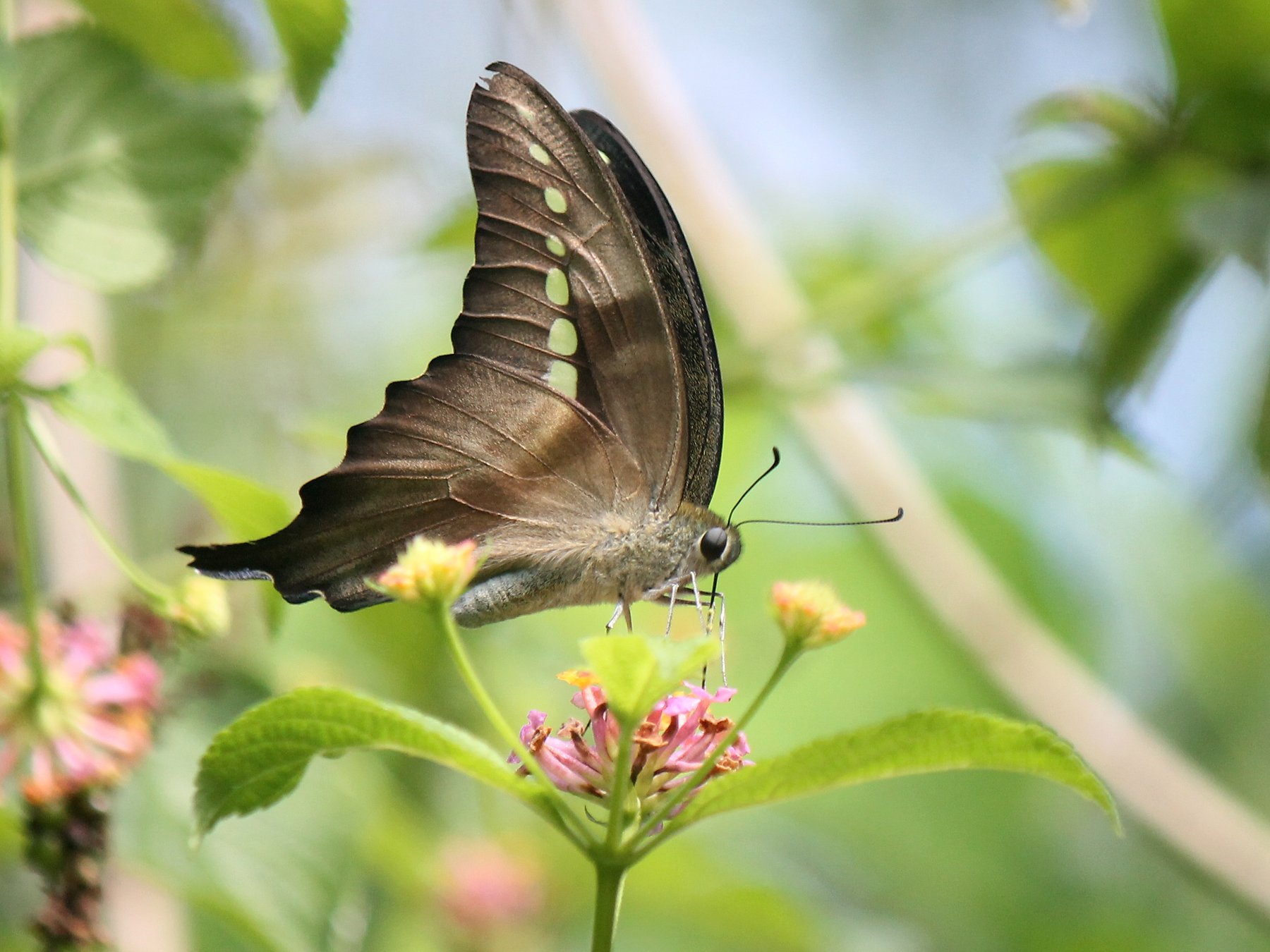
Otakárek Graphium codrus
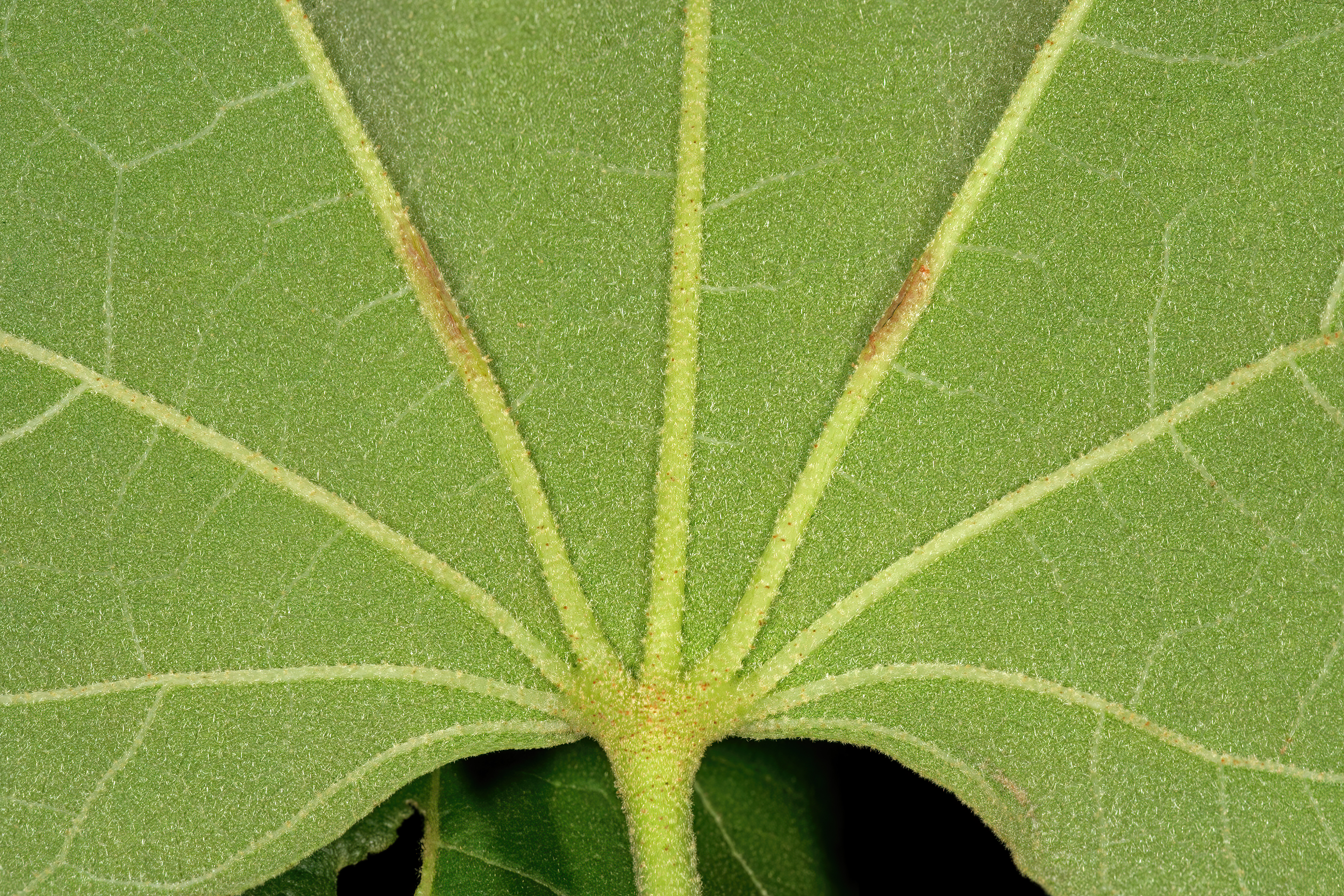
Extraflorální nektária na rubu listů Thespesia garckeana

## Taxonomie a původ
Rod Thespesia je v rámci čeledi Malvaceae řazen do podčeledi Malvoideae a tribu Gossypieae.
Mezi blízce příbuzné rody náleží Azanza (2 druhy v tropické Asii a Austrálii), Cephalohibiscus (1 druh na Nové Guineji a Šalomounových ostrovech), Hampea (21 druhů v Mexiku, Střední Americe a Kolumbii) a Lebronnecia (1 druh na Markézách ve Francouzské Polynésii).
Rod Azanza byl v minulosti vřazován do rodu Thespesia, výsledky molekulárních studií však takové uspořádání nepodpořily.
Od kladu, zahrnujícího příbuzné recentní rody Hampea, Cephalohibiscus, Lebronnecia a Azanza, se rod Thespesia oddělil v období asi před 30 milióny let v oblasti jihovýchodní Asie a Oceánie. Před asi 11 milióny let došlo k dálkovému přenosu do Afriky. Přenos přes Tichý oceán do Karibiku je datován do období před 9 milióny let.
Thespesie topolovitá (Thespesia populnea) bývá často zaměňována s podobným ibiškem lípovitým (Hibiscus tiliaceus), s nímž roste i na podobných stanovištích na mořském pobřeží. Ibišek se odlišuje pětilaločnatým kalichem, typem plodů i žilnatinou listů s vystouplými sekundárními žilkami propojujícími příčně hlavní žilky.
Příbuzný druh Thespesia populneoides se od T. populnea odlišuje výrazněji srdčitou bází listů, bronzově až měděně zbarveným oděním mladých větévek, delšími, tenčími a nečlánkovanými stopkami květů, plody s pukajícím oplodím a užšími semeny.

## Zástupci
- thespesie topolovitá (Thespesia populnea)

## Význam

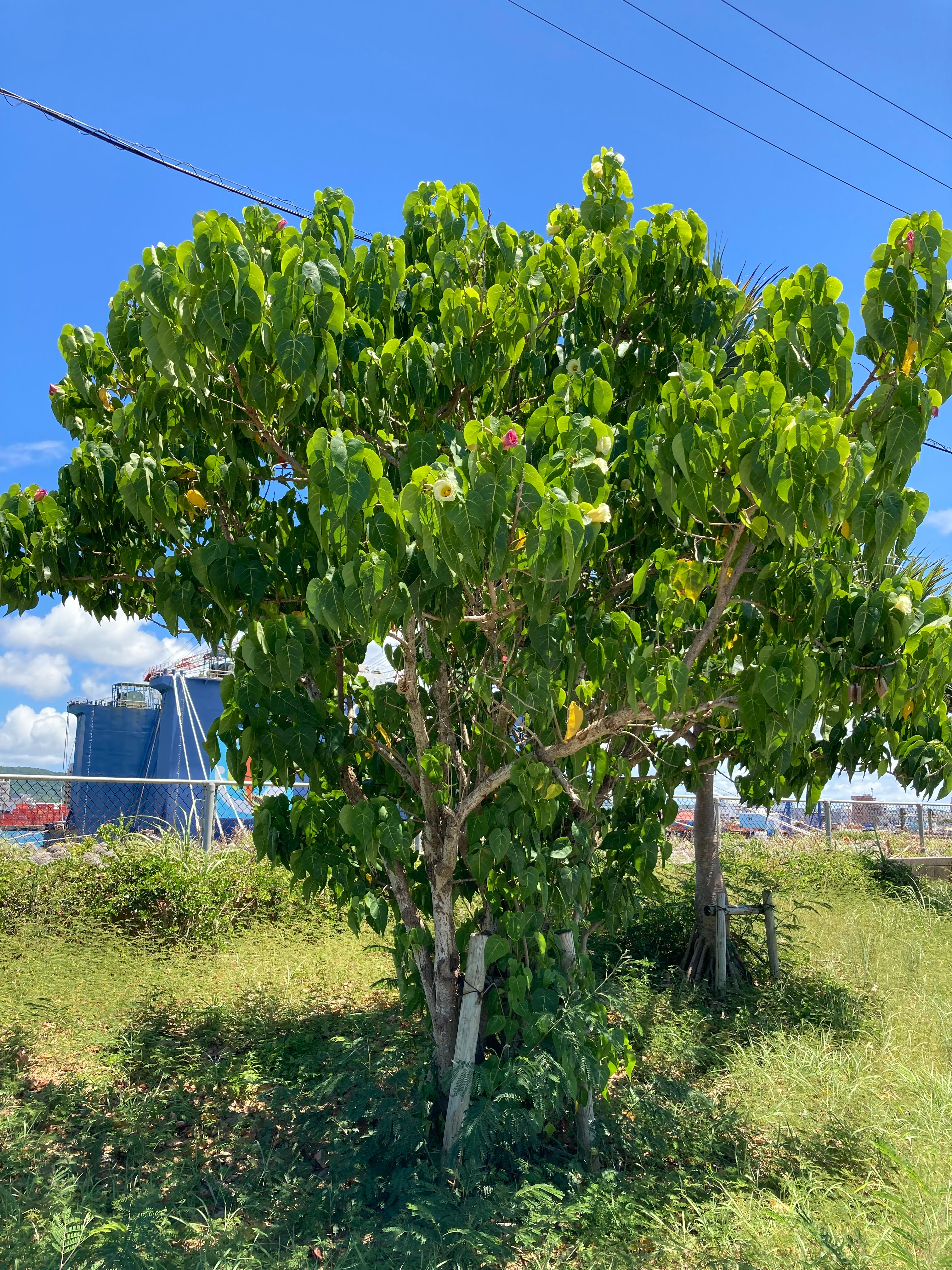
Thespesie topolovitá na jihojaponském ostrově Ishigaki

Thespesie topolovitá je zejména v tropických oblastech v blízkosti mořského pobřeží pěstována jako stínící a pouliční strom, ceněný pro atraktivní olistění i květy. Strom je dobře adaptovaný na písčité zasolené půdy a odolný vůči větrům i suchu. Pohledné, dobře opracovatelné dřevo je využíváno v truhlářství i tesařství. Je odolné vůči působení vody, hnilobě i termitům a proto je vyhledávaným materiálem na stavbu lodí a výrobu kánojí. Z tuhé kůry se zhotovovaly provazy. Žlutou šťávu z plodů používají v některých oblastech Tichomoří domorodci k obřadnému zdobení tváří. Strom má své místo v kultuře a náboženských obřadech řady asijských a tichomořských národů. Květy a mladé listy jsou jedlé a domorodé obyvatelstvo je využívá zejména v dobách nedostatku. V některých oblastech může být invazní dřevinou a na Floridě je její pěstování regulováno zákonem.
Řidčeji je jako okrasná dřevina vysazována karibská Thespesia grandiflora, vyznačující se velkými červenými květy. Tvrdé a těžké dřevo je odolné vůči dřevokaznému hmyzu a v Portoriku je využíváno k výrobě nábytku, hudebních nástrojů a kůlů.
Ze dřeva africké Thespesia danis zhotovují domorodci luky a šípy, pruhy kůry slouží jako vázací materiál, z květů a plodů se získává barvivo a plody jsou jedlé.
Na Nové Guineji je dřevo Thespesia fissicalyx vyhledávaným materiálem na stavbu lodí a domů a k výrobě bubínků.
Plody Thespesia garckeana jsou jedlé a v některých afrických zemích bývají nabízeny na lokálních trzích. Stromy se lokálně vysazují jako stínící a půdu zpevňující dřeviny, listí slouží zejména v období sucha jako krmivo hospodářských zvířat.
Thespesie topolovitá je v indické Ájurvédě využívána při ošetřování široké palety různých neduhů a chorob, zahrnujících bolesti hlavy, otoky kloubů a artritidu, vředy, kožní choroby, zranění, malárii a jiná horečnatá onemocnění, impotenci a jiné.
Odvar z kořenů Thespesia danis je v Africe používán proti kapavce, bolestem břicha a zad, hematurii a břišním otokům.
Odvar z kůry Thespesia acutiloba se podává při chronických průjmech.

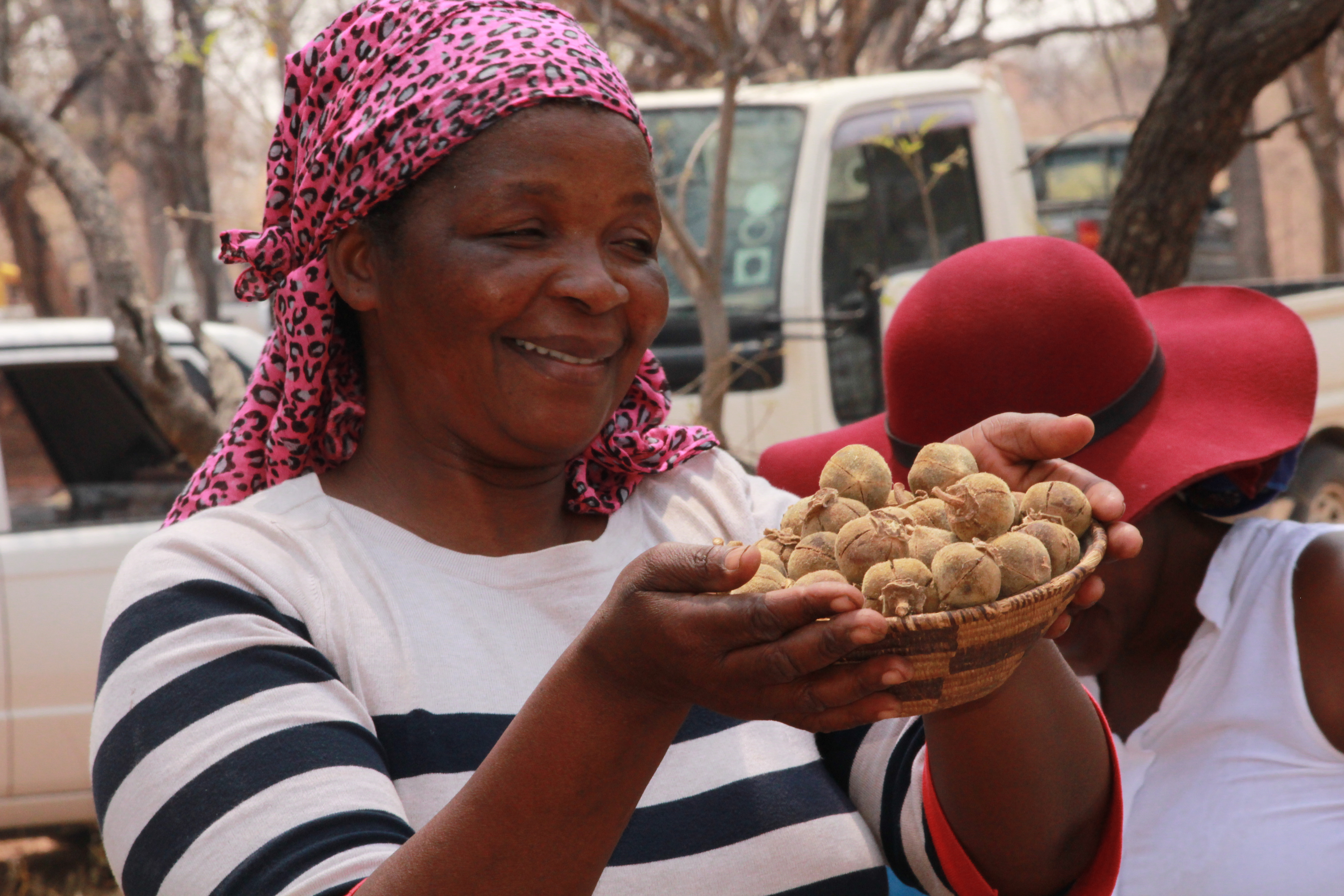
Pouliční prodej plodů Thespesia garckeana v Botswaně
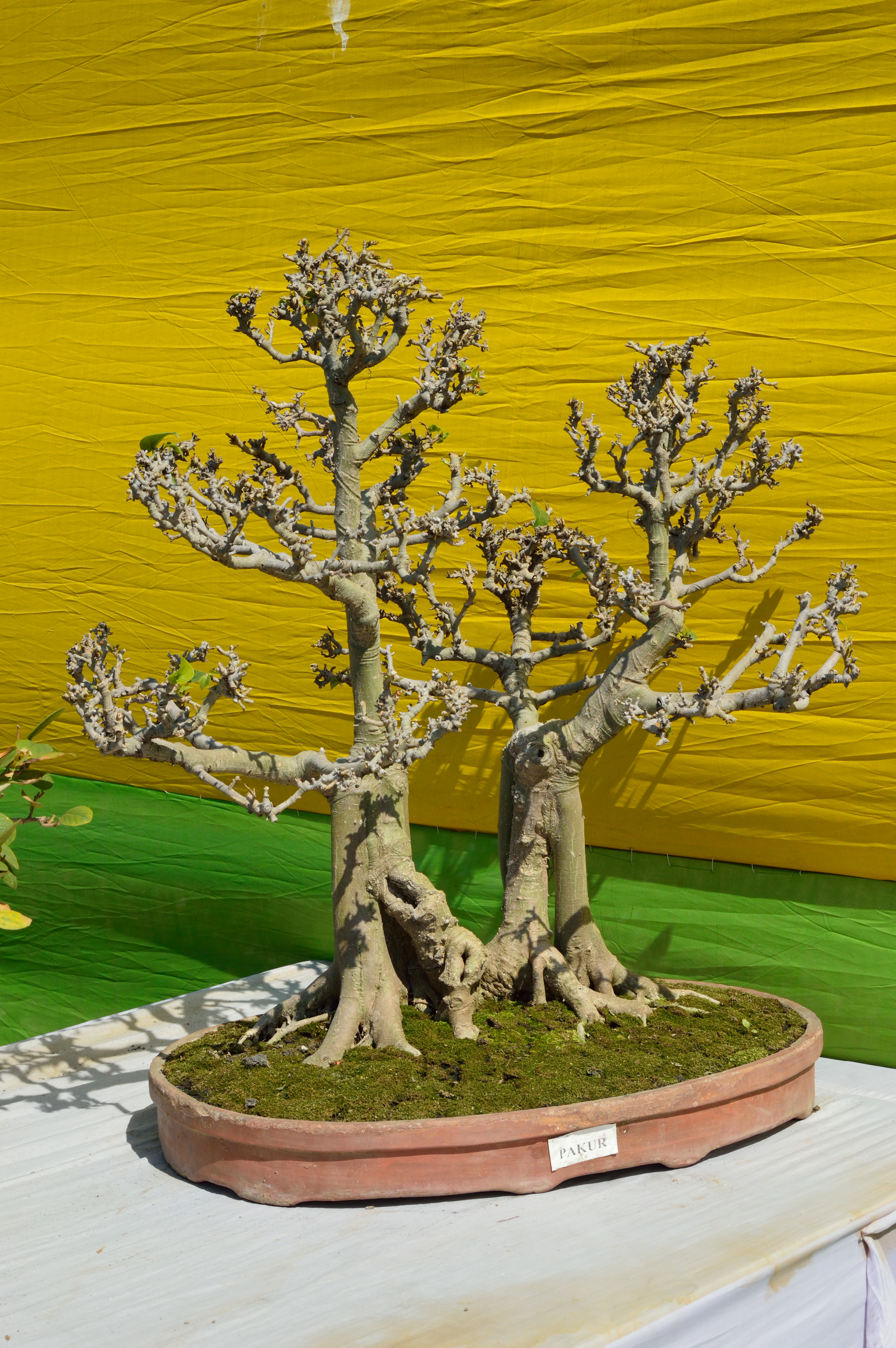
Thespesie topolovitá jako bonsai